# Gunnar Jacobsson (industriman)

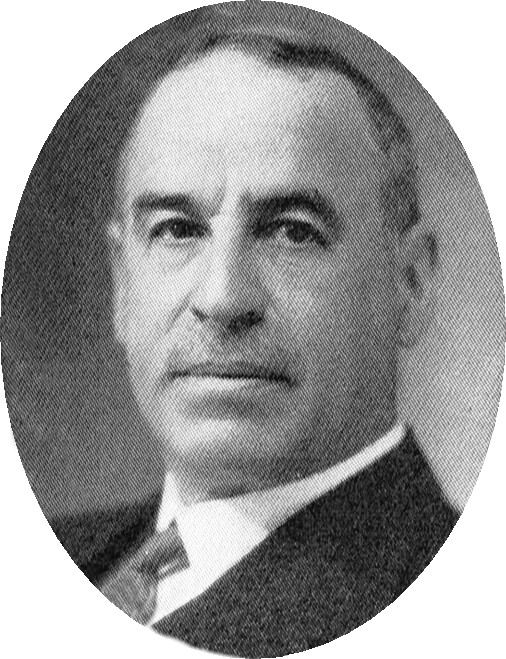
Gunnar Jacobsson.

Gunnar Ludvig Jacobsson, född 15 maj 1873 i Mosaiska församlingen i Stockholm, död där 21 maj 1957, var en svensk civilingenjör och industriman.

## Biografi
Jakobsson, som var son till Ernst Jacobsson och Selma Lamm, utexaminerades från Tekniska högskolan 1894 och var anställd vid Bolinders mekaniska verkstad 1895–1897. Därefter praktiserade han vid olika mekaniska verkstäder i Nordamerika 1897–1901. Han blev ingenjör vid Nya AB Atlas 1901 och direktör där 1909 och för Atlas Diesel 1917. Från 1931 var han ordförande i Sveriges industriförbunds arbetsledarinstitut. Åren 1932–1940 var han ledamot av styrelsen för statens järnvägsråd.

### Hem och familj
Jacobsson var gift med Isabella (född 1878), paret hade två barn, Karin (född 1903) och Eva (född 1905). 1910 flyttade familjen till den nybyggda stadsvillan Tofslärkan 13 i Lärkstaden.